# Amerotyphlops stadelmani
Amerotyphlops stadelmani — вид змій родини сліпунів (Typhlopidae). Ендемік Гондурасу.

## Поширення і екологія
Amerotyphlops stadelmani мешкають в горах на півночі Гондурасу. Вони живуть у вологих тропічних лісах, на висоті від 320 до 1370 м над рівнем моря.

## Збереження
МСОП класифікує цей вид як вразливий. Amerotyphlops stadelmani загрожує знищення природного середовища.